# Перелли (коммуна)
Перелли (фр. Perelli, корс. I Perelli) — коммуна во Франции, находится в регионе Корсика. Департамент коммуны — Верхняя Корсика. Входит в состав кантона Кастаньичча. Округ коммуны — Корте.
Код INSEE коммуны — 2B208.

## Население
Население коммуны на 2008 год составляло 108 человек.
| 1962 | 1968 | 1975 | 1982 | 1990 | 1999 | 2008 |
| ---- | ---- | ---- | ---- | ---- | ---- | ---- |
| 187  | 158  | 114  | 100  | 102  | 110  | 108  |

## Экономика
В 2007 году среди 66 человек в трудоспособном возрасте (15—64 лет) 30 были экономически активными, 36 — неактивными (показатель активности — 45,5 %, в 1999 году было 62,3 %). Из 30 активных работали 28 человек (20 мужчин и 8 женщин), безработных было 2 (1 мужчина и 1 женщина). Среди 36 неактивных 9 человек были учениками или студентами, 6 — пенсионерами, 21 были неактивными по другим причинам.